# غابرييل منديز
غابرييل منديز (12 مارس 1973 ببوينس آيرس في الأرجنتين - ) هو لاعب كرة قدم أسترالي وأرجنتيني في مركز الوسط. شارك مع منتخب أستراليا لكرة القدم. أما مع النوادي، فقد لعب مع أدميرا فاكر مودلينغ وماركوني ستاليونز ونادي جوهر دار التعظيم ونادي سيدني أوليمبيك ونادي سيدني يونايتد 58 ونوتس كاونتي ونادي كيدا دارول أمان وNorth West Sydney Spirit FC ‏ وسانت جورج ساينتس ‏ ونادي بلاكتاون سيتي وباراماتا باور ‏ ونادي باراماتا ‏.

## روابط خارجية
- غابرييل منديز على موقع قاعدة بيانات كرة القدم.إي يو (الإنجليزية)
- غابرييل منديز على موقع ناشيونال فوتبول تيمز (الإنجليزية)